# 西律
西 律（にし りつ、1909年〈明治42年〉8月20日 - 1983年〈昭和58年〉4月30日）は和歌山県の政治家・郷土史家。和歌山県東牟婁郡四村の村長、本宮町町議会議員をつとめた。政治家の職を退いた後、熊野九十九王子の調査に従事した。

## 生涯
西は1909年（明治42年）8月20日、和歌山県東牟婁郡四村（和歌山県田辺市本宮町）に生まれた。新宮中学校を中退した後、家業の林業に一時従事したが、陸軍に入隊し、郷里を出た。第二次大戦中は満州で軍役に就いたが、敗戦とともにソ連に抑留され、1949年（昭和24年）に帰国した。帰国後、1949年から四村の村長に就任し、水害にあった村の復旧など、政治家としての手腕を振るったが、1951年（昭和31年）に四村ほかいくつかの町村が合併して本宮町が成立する際の町長選で落選した。その後、本宮町議会議員をつとめる一方、町長選に3度、県議選に2度挑んだがいずれも落選に終わった。
1971年（昭和46年）の町長選に落選した後、西は熊野九十九王子の調査を始めた。町議会議員時代から、公民館報に郷土史の記事を掲載していたが、町内の九十九王子址が移設される出来事などがあり、調査の必要を感じていたという。同年6月から行われた調査の成果は手書きガリ版刷りの私家版『熊野九十九王子現状調査録』として、11月に刊行され、和歌山県立図書館に収蔵された。1983年（昭和58年）4月30日、72歳で他界した。その後、新宮市史編纂の過程で『熊野九十九王子現状調査録』の再刊が企画され、『熊野古道みちしるべ - 熊野九十九王子現状踏査録』（以下、私家版とあわせて『踏査録』と略する）として1987年（昭和62年）に活字本として再刊された。

## 郷土史家として
九十九王子とは熊野三山への参詣道である熊野参詣道に沿って設けられた多数の神社の総称である。平安時代末期から鎌倉時代初にかけての熊野詣の盛行にあって、先達をつとめた修験者により、小は路傍の雑多な叢祠から大は鎮守社にいたるまで、様々な神社が九十九王子に組み込まれたが、時代が下るにつれて忘れられ、江戸時代における寺社参詣の物見遊山化や、明治政府による修験道廃止令や神社合祀といった宗教政策、くわえて道路整備により古道が生活道としても省みられなくなったことにより、忘れ去られていった。

### 九十九王子の調査
西は、1971年（昭和46年）6月から11月までかけて、大阪市内から那智山まで200キロメートル余をすべて徒歩で踏査し、96箇所の王子を調査した。『踏査録』に記されたように、下準備として多数の文献を調査したが、なかでも基礎資料として重視したのは『和歌山県聖蹟』（1943年〈昭和18年〉）と中村広男『熊野九十九王子址調査報告』（1966年〈昭和41年〉）の2点であった。調査に当たって、西はカメラを持ち歩かず、手書きによるスケッチのみによって記録を残した。

### 岩神王子の再発見

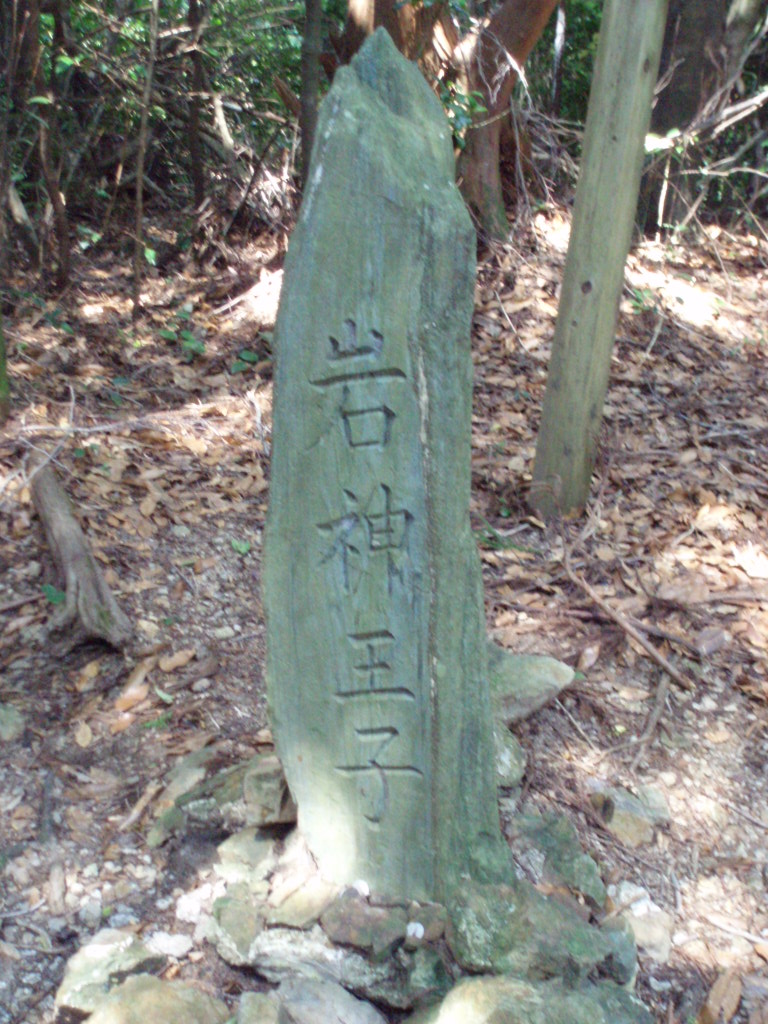
岩神王子碑

西による九十九王子調査のなかで最大の功績は岩神王子の再発見である。岩神王子は寛政年間には衰退が始まり、19世紀中ごろには祠も印も無い状態であったと伝えられ、明治時代には熊瀬川王子とともに湯川王子に合祀され（1877年〈明治10年〉）、湯川王子も1908年（明治41年）に近野神社に合祀された。岩神王子の祀られていた岩神峠（岩上峠）を通る旧道は、険路として知られていたが、新道の建設や岩神峠麓の道湯川村が無住になると、山中に埋もれて忘れられていた。
西は、『和歌山県聖蹟』や芝口常楠『中右記と熊野参詣道』といった先行文献における岩神王子に関する記述に疑問を抱いた。西の疑問は、それらの文献の記述と『中右記』といった古い文献の記述とが不整合であることから気づかれたもので、それだけでなく国土地理院の2万5千分1地形図にも誤りがあることを指摘した。『中右記』の記述や地元住民の証言をもとに、西は熊瀬川を渡って草鞋峠を越え、岩神峠の登り口に至る、参詣道が本来通っていたルートを発見した。岩神王子の調査は前後3回に渡り、3回目の調査で、『紀伊続風土記』の記述と合致する地形の場所を発見した。

### 熊野史研究における位置
『踏査記』は、熊野参詣道にそって遍在した九十九王子を悉皆調査したものであり、小字地名・地形・伝承・各種文献資料を総合し、比定地を具体的に求めたものである。地理学者の寺西貞弘は熊野史研究における地域史研究の蓄積の重要性を強調する文脈において、西の『踏査記』を「熊野参詣道を総覧する出版物」と形容している。西の業績は、今日の熊野地域史研究の前史として位置づけられるものであり、忘れられた九十九王子や古道の比定を実地調査に基づいておこなったのは西の功績である。

## 書誌
- 西 律、1987、『熊野古道みちしるべ - 熊野九十九王子現状踏査録』、荒尾成文堂〈みなもと選書1〉 - 1971年にガリ版刷りの私家版として刊行されたものに、西の論文2篇のほか、詩人の田村さと子による序文を付したもの。